# Juta Tanzer
Juta Tanzer (* 12. Oktober 1957 in Linz) ist eine österreichische Autorin und Lyrikerin.

## Leben
Juta Tanzer genoss ihre Ausbildung in Linz und schloss ein Magisterstudium in Erziehungswissenschaft und Soziale Verhaltenswissenschaften ab. Sie ist Diplompädagogin und Schulbibliothekarin. Sie unterrichtete die Fächer Deutsch und Technisches Werken. Juta Tanzer lebt und schreibt in Dietach nahe Steyr in Oberösterreich. Ihre Gedichte und Erzählungen sind in mehreren Anthologien, Zeitschriften und Sammelwerken veröffentlicht worden. Sie ist Preisträgerin mehrerer österreichischer Literaturpreise.
Sie ist Mitglied im Österreichischen SchriftstellerInnenverband (OSV).

## Werke
- Billie Bohne. Im Meer der Gefühle. Kinderroman. Illustration Tina Tanzer. Akazia Verlag, Gutau 2020, ISBN 978-3-9504795-2-2.
- Billie Bohne. Auf der Insel des Glücks. Kinderroman. Illustration Tina Tanzer. Akazia Verlag, Gutau 2021, ISBN 978-3-9504795-8-4.
- wieder und trotzdem. Lyrik. Mit Bildern von Erich Spindler. Ennsthaler, Steyr 1995, ISBN 3-85068-454-7.
- Frage - Zeit : Gedichte an Lebensrändern entlang. Mit Grafiken von Erich Hörmann. Resistenz-Verlag, Linz/Wien 2007, ISBN 978-3-85258-165-5.
- Dieses andere Glück. Lyrik und Kurzprosa. Arovell Verlag, Wien Gosau 2019, ISBN 978-3-903189-32-4.

## Auszeichnungen und Preise
- ORF-Lyrikpreis, Wien 1988
- Gewinnerin in der Sparte Lyrik, Forum Land Literaturpreis, 2012.[2]
- Lyrik-Sonderpreis der Freunde zeitgenössischer Kunst, Linz-Alberndorf, 2016
- Lyrik-Anerkennungspreis AKUT, Alberndorf, 2017
- Gewinnerin (erster Preis) in der Sparte Lyrik, AKUT, Alberndorf, 2018[3]
- Gewinnerin (zweiter Preis) in der Sparte Lyrik, AKUT, Alberndorf, 2019[4]
- Gewinnerin (dritter Preis) in der Sparte Lyrik, AKUT, Alberndorf, 2020[5]